# Dangerously Yours (programma radiofonico)
Dangerously Yours è un programma radiofonico trasmesso nel 1944 da CBS. Vennero pubblicati un totale di 16 episodi, di cui 14 ancora ascoltabili.
Il tema del programma era quello di raccontare storie d'amore con un focus sulla romanticità, spesso ostacolate però da difficoltà e conflitti. 
Dangerously Yours andava in onda ogni domenica per un totale di circa 30 minuti a episodio, la sua popolarità negli ultimi anni è stata affermata grazie all'utilizzo di molte frasi tratte dagli episodi del podcast dal cantante statunitense TV Girl.
Il programma, dopo esser finito nel 1944, è stato, nel 2022, acquisito da Spreaker, un servizio podcast offerto da iHeart, e reso gratuito.

## Ordine degli episodi
Audizioni:
- Audizione 01: Masquerade
- Audizione 02: The Highwayman

Episodi ufficiali:
- Episodio 01: The Highwayman
- Episodio 02: The Pirate Of Orleans
- Episodio 03 (Non Ascoltabile)
- Episodio 04 (Non Ascoltabile)
- Episodio 05 (Non Ascoltabile)
- Episodio 06: Cortez The Conquistador
- Episodio 07: Gods Country And The Woman
- Episodio 08: Monsieur Beaucaire
- Episodio 09: Bothwell of Scotland
- Episodio 10: The Sheik
- Episodio 11: The Firebrand
- Episodio 12: The Shadow Of The Raven
- Episodio 13: Berkeley Square
- Episodio 14: Windward Passage